# Прохоров Євген Петрович
Євген Петрович Прохоров (рос. Евгений Петрович Прохоров; 13 вересня 1919, Озьори — 14 квітня 1969) — радянський військовий льотчик, Герой Радянського Союзу (1945).

## Біографія
Народився 13 вересня 1919 року в місті Озьорах (нині Московської області) в робітничій сім'ї. Росіянин. Після закінчення семи класів школи навчався в школі ФЗУ. Потім працював електромеханіком на заводі сільськогосподарських машин.
У 1938 році призваний до лав Червоної Армії. У 1940 році закінчив Таганрозьку військову авіаційну школу пілотів. На фронтах німецько-радянської війни з грудня 1942 року. Брав участь у бойових діях на Закавказькому, Північно-Кавказькому, 3-му і 4-му Українських фронтах, у складі Окремої Приморської армії.
20 квітня 1943 року лейтенант Є. П. Прохоров, виконуючи бойове завдання з штурмівки і бомбометання укріпленої позиції противника, був атакований групою ворожих винищувачів. Правильно організував відбиття атаки, виконав бойове завдання і привів групу без втрат на свій аеродром. До травня 1943 року пілот 210-го Севастопольського Червонопрапорного штурмового авіаційного полку (136-а штурмова авіаційна дивізія, 9-й змішаний авіаційний Одеський корпус) лейтенант Є. П. Прохоров здійснив 11 успішних бойових вильотів, в результаті яких були знищені 2 танка, 11 возів з військовим вантажем, 5 гармат зенітної артилерії, 2 дзоти і до 50 солдатів і офіцерів противника. За свої дії наказом по 210-й штурмовій авіаційній дивізії № 07/н від 4 травня 1943 року нагороджений орденом Червоної Зірки.
26 травня 1943 року лейтенант Є. П. Прохоров чотири рази вилітав на бойові завдання. Особисто знищив 3 гармати і до 40 солдатів і офіцерів противника. В останньому вильоті винищувачі противника своїм вогнем зрубали кіль і кермо висоти штурмовика. Незважаючи на пошкодження, льотчик привів машину на свій аеродром.
9 серпня 1943 року лейтенант Є. П. Прохоров водив три групи на штурмовку резервів противника в районі станиці Галюгаевської (Ставропольський край). Разом зі своїм веденим повністю розгромив колону противника, підірвав склад з боєприпасами. До середини серпня 1943 року лейтенант Є. П. Прохоров здійснив 65 успішних бойових вильотів, в результаті яких були знищені 6 танків, 14 автомашин, 13 гармат польової і зенітної артилерії і до 180 солдатів і офіцерів противника. За свої дії наказом по 4-й повітряній армії № 081/н від 24 вересня 1943 року нагороджений орденом Червоного Прапора.
13 вересня 1943 року вилетів провідним групи на штурмовку автоколони противника в районі села Новокримського (Джанкойський район Криму). В результаті дев'яти заходів автоколона з 40 автомашин була майже повністю знищена. 14 вересня 1943 року водив дві групи на штурмовку артилерійських позицій противника в районі села Кеслерового (Кримський район Краснодарського краю). До середини жовтня 1943 року командир авіаційної ескадрильї старший лейтенант Є. П. Прохоров здійснив 72 успішних бойових вильотів. За свої дії був представлений до нагородження орденом Червоного Прапора. Наказом по 4-й повітряної армії № 083/н від 25 жовтня 1943 року нагороджений орденом Олександра Невського.
До жовтня 1944 року старший лейтенант Є. П. Прохоров здійснив 117 успішних бойових вильотів, завдав противнику великих втрат у живій силі і техніці. Особисто знищив 9 танків, 28 автомашин з військами й вантажем, 14 гармат різного калібру, 11 точок зенітних кулеметів, 32 вози з вантажем, 6 мінометів, до 400 солдатів і офіцерів противника, в груповому вильоті потопив 2 баржі з військами. Командуванням авіаційного полку був представлений до присвоєння звання «Герой Радянського Союзу». 24 грудня 1944 року водив 16 штурмовиків Іл-2 на знищення танків та залізничних ешелонів в районі міста Тати (Угорщина). Група точно вийшла на ціль і знищила ешелон. 4 січня 1945 року в складних метеоумовах тричі водив групи штурмовиків на знищення противника. В одному з вильотів група була зустрінута 40 винищувачами Фокке-Вульф Fw-190 і 14 Мессершмітт Bf.109. Незважаючи на протидії противника, бойове завдання було успішно виконане, збиті 2 винищувача.
Указом Президії Верховної Ради СРСР від 23 лютого 1945 року за мужність, відвагу і героїзм, проявлені на фронті боротьби з німецько-фашистськими загарбниками, старшому лейтенанту Прохорову Євгену Петровичу присвоєно звання Героя Радянського Союзу з врученням ордена Леніна (№ 38195) і медалі «Золота Зірка» (№ 7221).
До середини травня 1945 року капітан Є. П. Прохоров загалом зробив 142 успішних бойових вильотів. За свої дії наказом по 17-й повітряній армії № 081/н від 9 червня 1945 року нагороджений другим орденом Червоного Прапора.
Член ВКП(б) з 1945 року. З 1946 року майор Є. П. Прохоров — в запасі. Закінчив школу льотної підготовки Цивільного повітряного флоту СРСР, працював командиром корабля авіаційного підприємства в Києві. Помер 14 квітня 1969 року. Похований на Байковому кладовищі (ділянка № 50).

## Нагороди
Нагороджений орденом Леніна (23 травня 1945), двома орденами Червоного Прапора (24 вересня 1943, 9 червня 1945), орденом Олександра Невського (25 жовтня 1943), орденом Червоної Зірки (4 травня 1943), медалями.